# IC 3167
IC 3167 ist eine linsenförmige Zwerggalaxie vom Hubble-Typ dSB0 im Sternbild Jungfrau auf der Ekliptik. Sie ist schätzungsweise 81 Millionen Lichtjahre von der Milchstraße entfernt.
Das Objekt wurde am 12. Februar 1900 von Arnold Schwassmann  entdeckt.